# .aw
.aw為阿魯巴國家及地區頂級域（ccTLD）的域名。該域名於1996年2月20日啟用。該域名主要由位于阿鲁巴的公司使用，但該域名被註冊的數量并不多。該域名由SETAR負責管理。

## 外部連結
- IANA .aw whois information（页面存档备份，存于）